# S'Albufera des Grau
S'Albufera des Grau este o arie protejată (arie specială de conservare — SAC, sit de importanță comunitară — SCI, arie de protecție specială avifaunistică — SPA) din Spania întinsă pe o suprafață de 2.538,1 ha, integral pe uscat.

## Localizare
Centrul sitului S'Albufera des Grau este situat la coordonatele 39°56′55″N 4°15′38″E / 39.9486°N 4.2605°E.

## Înființare
Situl S'Albufera des Grau a fost declarat sit de importanță comunitară în iulie 2000 pentru a proteja 1 specie de plante și 140 de specii de animale. Alte tipuri de protecție:
- arie de protecție specială avifaunistică (în martie 2006)[2]
- arie specială de conservare (în august 2021)[1][3][4]

## Biodiversitate
Situată în ecoregiunile marină mediteraneană și mediteraneană, aria protejată conține 20 de habitate naturale: Tufărișuri termo-mediteraneene și de pre-deșert, Lagune de coastă, Păduri de Olea și Ceratonia, Salicornia și alte specii anuale care populează regiunile mlăștinoase și nisipoase, Pășuni mediteraneene udate de apa mării (Juncetalia maritimi), Depresiuni intradunale umede, Tufărișuri halofile mediteraneene și termo-atlantice (Sarcocornetea fruticosi), Iazuri temporare mediteraneene, Straturi cu Posidonia (Posidonion oceanicae), Galerii și tufărișuri riverane sudice (Nerio-Tamaricetea și Securinegion tinctoriae), Dune cu tufărișuri sclerofile Cisto-Lavenduletalia, Dune mobile de-a lungul țărmului cu Ammophila arenaria („dune albe”), Lacuri eutrofice naturale cu vegetație de tip Magnopotamion sau Hydrocharition, Lande oro-mediteraneene cu formațiuni endemice de grozamă, Golfuri mici largi și golfuri puțin adânci, Stepe sărăturate mediteraneene (Limonietalia), Phrygana endemică cu Euphorbio-Verbascion, Dune de pe litoral fixate cu Crucianellion maritimae, Faleze cu vegetație de Limonium spp. endemic de pe coastele mediteraneene, Liziere de ierburi înalte hidrofile de câmpie și de nivel montan până la alpin.
La baza desemnării sitului se află mai multe specii protejate:
- plante (1): Daphne rodriguezii
- păsări (135): uliu păsărar (Accipiter nisus), lăcar mare (Acrocephalus arundinaceus), privighetoare-de-baltă (Acrocephalus melanopogon), lăcar-de-lac (Acrocephalus scirpaceus), fluierar de munte (Actitis hypoleucos), ciocârlie-de-câmp (Alauda arvensis), pescăruș albastru (Alcedo atthis), rață sulițar (Anas acuta), rață lingurar (Anas clypeata), rață pitică (Anas crecca), rață fluierătoare (Anas penelope), rață mare (Anas platyrhynchos), rață cârâitoare (Anas querquedula), rață pestriță (Anas strepera), gâscă cenușie (Anser anser), fâsă-de-câmp (Anthus campestris), fâsă de pădure (Anthus spinoletta), lăstunul mare (Apus apus), Apus pallidus, egretă mare (Ardea alba), stârc cenușiu (Ardea cinerea), pietruș (Arenaria interpres), rață-cu-cap-castaniu (Aythya ferina), rața moțată (Aythya fuligula), Bubulcus ibis, pasărea ogorului (Burhinus oedicnemus), șorecarul comun (Buteo buteo), ciocârlie-cu-degete-scurte (Calandrella brachydactyla), fugaci de țărm (Calidris alpina), fugaci roșcat (Calidris ferruginea), fugaci mic (Calidris minuta), caprimulg (Caprimulgus europaeus), cânepar (Carduelis cannabina), sticlete (Carduelis carduelis), scatiu (Carduelis spinus), prundăraș de sărătură (Charadrius alexandrinus),  prundaș gulerat mic (Charadrius dubius), prundaș gulerat mare (Charadrius hiaticula), florinte (Chloris chloris), șerpar (Circaetus gallicus), erete de stuf (Circus aeruginosus), erete vânăt (Circus cyaneus), erete cenușiu (Circus pygargus), botgros (Coccothraustes coccothraustes), porumbel (Columba livia), porumbel gulerat (Columba palumbus), prepeliță (Coturnix coturnix), cuc (Cuculus canorus), gușă vânătă (Cyanecula svecica), lăstun de casă (Delichon urbica), egretă mică (Egretta garzetta), presură sură (Emberiza calandra), presură de stuf (Emberiza schoeniclus), măcăleandru (Erithacus rubecula), șoim călător (Falco peregrinus), vânturel roșu (Falco tinnunculus), vânturel de seară (Falco vespertinus), muscar negru (Ficedula hypoleuca), cinteză (Fringilla coelebs), lișiță (Fulica atra), Galerida theklae, becațină comună (Gallinago gallinago), găinușă de baltă (Gallinula chloropus), scoicar (Haematopus ostralegus), acvilă pitică (Hieraaetus pennatus), Hippolais polyglotta, rândunică (Hirundo rustica), Iduna pallida, stârc pitic (Ixobrychus minutus), capîntortură (Jynx torquilla), sfrâncioc cu cap roșu (Lanius senator), Larus michahellis, pescăruș râzător (Larus ridibundus), sitar de mâl (Limosa limosa), grelușel-de-zăvoi (Locustella luscinioides), privighetoare (Luscinia megarhynchos), prigoare (Merops apiaster), gaia roșie (Milvus milvus), codobatură galbenă (Motacilla alba), codobatură de munte (Motacilla cinerea), codobatura galbenă (Motacilla flava), muscar sur (Muscicapa striata), rață cu ciuf (Netta rufina), culic mare (Numenius arquata), Numenius phaeopus, stârc de noapte (Nycticorax nycticorax), pietrar mediteranean (Oenanthe hispanica), pietrar sur (Oenanthe oenanthe), grangur (Oriolus oriolus), ciuf-pitic (Otus scops), vultur pescar (Pandion haliaetus), Phalacrocorax aristotelis desmarestii, cormoran mare (Phalacrocorax carbo), Phoenicopterus ruber, codroș de munte (Phoenicurus ochruros), codroșul de pădure (Phoenicurus phoenicurus), pitulice de munte (Phylloscopus collybita), pitulice-fluierătoare (Phylloscopus trochilus), țigănuș (Plegadis falcinellus), ploier argintiu (Pluvialis squatarola), corcodel mare (Podiceps cristatus), corcodel-cu-gât-negru (Podiceps nigricollis), brumăriță de pădure (Prunella modularis), Ptyonoprogne rupestris, cristei de baltă (Rallus aquaticus), aușel sprâncenat (Regulus ignicapilla), aușel cu cap galben (Regulus regulus), lăstun de mal (Riparia riparia), mărăcinar (Saxicola rubetra), mărăcinar negru (Saxicola torquatus), sitar de pădure (Scolopax rusticola), cănăraș (Serinus serinus), turturică (Streptopelia turtur), graur (Sturnus vulgaris), silvie cu cap negru (Sylvia atricapilla), silvie de zăvoi (Sylvia borin), silvie roșcată (Sylvia cantillans), silvie de câmp (Sylvia communis), Sylvia conspicillata, silvie de tufiș (Sylvia undata), corcodel mic (Tachybaptus ruficollis), călifar alb (Tadorna tadorna), fluierar negru (Tringa erythropus), fluierar cu picioare verzi (Tringa nebularia), fluierarul de zăvoi (Tringa ochropus), fluierarul cu picioare roșii (Tringa totanus), pănțărușul (Troglodytes troglodytes), sturzul viilor (Turdus iliacus), mierlă (Turdus merula), sturz-cântător (Turdus philomelos), sturz (Turdus pilaris), mierlă gulerată (Turdus torquatus), sturzul de vâsc (Turdus viscivorus), pupăză (Upupa epops), nagâț (Vanellus vanellus)
- mamifere (1): delfin mare (Tursiops truncatus)
- reptile (4): Caretta caretta, țestoasa de baltă (Emys orbicularis), Podarcis lilfordi, țestoasă bănățeană (Testudo hermanni)

Pe lângă speciile protejate, pe teritoriul sitului au mai fost identificate 38 de specii de plante, 3 specii de păsări, 2 specii de amfibieni, 4 specii de mamifere, 10 specii de nevertebrate, 5 specii de pești, 5 specii de reptile.